# Elaeocarpus eriobotryoides
Elaeocarpus eriobotryoides är en tvåhjärtbladig växtart som beskrevs av Henry Nicholas Ridley. Elaeocarpus eriobotryoides ingår i släktet Elaeocarpus och familjen Elaeocarpaceae. Inga underarter finns listade i Catalogue of Life.